# Zbigniew Machul
Zbigniew Machul (ur. 15 października 1953 w Chudowoli) – polski tokarz, poseł na Sejm PRL IX kadencji.

## Życiorys
W 1971 skończył Przyzakładową Zasadniczą Szkołę Zawodową WSK Świdnik i został tokarzem. Od 1972 mistrz na wydziale montażu suszarek w Zakładach Sprzętu Oświetleniowego „Polam-Farel” w Kętrzynie. W latach 1985–1989 pełnił mandat posła na Sejm PRL IX kadencji w okręgu Olsztyn z ramienia Polskiej Zjednoczonej Partii Robotniczej, zasiadając w Komisji Rynku Wewnętrznego i Usług. Otrzymał Medal 40-lecia Polski Ludowej.